# LikeMe
 (mars 2025).
#LikeMe est une série télévisée flamande pour la jeunesse créée en 2019 par Thomas Van Goethem de Fabric Magic. Elle raconte les aventures d'un groupe d'adolescents dans une école secondaire. La série s'est rendue populaire notamment grâce aux anciens classiques en néerlandais et français rechantés par de jeunes acteurs dans un style plus actuel.
Les saisons de la série ont été tournées pendant les mois de juillet-août 2018, notamment à l'école PTS Boom à Anvers. Une troisième saison a été annoncée mais ne sera pas tournée pendant l'été 2020 comme initialement prévu. En effet, à cause de la pandémie de covid-19, le tournage a été reporté à l'été 2021. La saison 3 pourra normalement être vue sur Ketnet à partir de janvier 2022. Cependant, les acteurs ont annoncé la réalisation de chansons et de petites histoires pendant juillet-août 2020 qui pourront être vues sur Ketnet à partir de décembre 2020.
Cette série est inédite en français dans les pays francophones.
Une nouvelle saison va sortir fin 2024. 

## Histoire

### Saison 1
Caro et sa famille habitent dans un petit village dans les Ardennes. Elle est fille unique et reçoit beaucoup d'amour de ses parents. A l'école, elle peut compter sur sa meilleure amie Clarysse. Mais un jour, la vie de la jeune fille bascule: on découvre à sa mère un cancer. Comme la distance entre l'hôpital, situé à Anvers, et la maison de la famille est trop importante, les parents de Caro décident de déménager chez leur grand-mère qui habite à Anvers. Caro devra donc changer d'école. Mais le changement est brutal pour la jeune fille. Elle se retrouve dans un environnement rempli de conflits. Le groupe de filles populaire ne lui rend pas la vie facile. Mais Caro essaye de construire de nouvelles amitiés tout en maintenant de bons résultats scolaire et en s'assurant que sa mère ne manque de rien. Elle essaye aussi de profiter de sa mère autant qu'elle peut.  

### Saison 2
Les vacances d'été sont sur le point de se terminer et, à Anvers, tout le monde se prépare à prendre un nouveau départ. Après une année scolaire mouvementée, Caro a décidé de retourner dans les Ardennes avec son père, Peter Timmers. Pourtant, ce changement s'avère plus difficile que prévu sans sa mère, Kristel. A Anvers non plus, rien n'est plus comme avant. Camille subit les conséquences de ses actions de l'année passée et c'est Merel, son ancienne meilleure amie qui est devenue la nouvelle "Queen Bee". Mais tout pourra-t-il reprendre son cours dans la grande ville? Et Caro s'habituera-t-elle à la vie dans les Ardennes sans sa mère?

## Distribution
| Acteur                 | Personnage               | Période            |
| ---------------------- | ------------------------ | ------------------ |
| Pommelien Thijs        | Caroline (Caro) Timmers  | saison 1→ présent  |
| Camille Dhont          | Camille Van Beem         | saison 1→ présent  |
| Maksim Stojanac        | Vince Dubois             | saison 1→ présent  |
| Francisco Schuster     | Yemi Mwamba              | saison 1→ présent  |
| Joey Kwan              | Kyona Wen                | saison 1→ présent  |
| Sali Haidara           | Maria Hernandez          | saison 2 → present |
| Jeroen Van Dyck        | Peter Timmers            | saison 1 → présent |
| Ann Van den Broeck     | Kristel Jacobs (†)       | saison 1           |
| Janine Bischops        | Valentine Jacobs (Titin) | saison 1 → présent |
| Gunther Levi           | Olivier Dubois           | saison 1 → présent |
| Sven De Ridder         | Philippe Meussen         | saison 1 → présent |
| Daisy Thys             | Monique Van Beem         | saison 1 → présent |
| Hugo Sigal             | Karel Wolfs              | saison 1 → présent |
| Vincent Banić          | Pieter Botty             | saison 1 → présent |
| Mariane Carlier        | Lucia Schmidt            | saison 1 → présent |
| Megane Moerenhout      | Nona Willems             | saison 1 → présent |
| Liandra Sadzo          | Merel Mintiens           | saison 1 → présent |
| Kiara Mintiens         | Julie Debruyne           | saison 1 → présent |
| Melissa Hendrikx       | Eline Broers             | saison 1 → présent |
| Tobe Vanderkerckhove   | Lenn Vanderkerckhove     | saison 1           |
| Amine Boujouh          | Quintin                  | saison 1 → présent |
| Aaron Van Goethem      | Gunter                   | saison 1 → présent |
| Dario Vanden Steen     | Kobe                     | saison 1 → présent |
| Danny Dorland          | Scott Klijnen            | saison 2           |
| Lotte De Clerk         | Emma Wolfs               | saison 3 → présent |
| Karen Damen            | Saskia Vleugels          | saison 2           |
| Slongs Dievanongs      | Mme Crabs                | saison 2           |
| Greet Rouffaer         | Mme Cardinaels           | saison 2           |
| Amaryllis Uitterlinden | Free Janssens            | saison 2           |
| Ann Reymen             | Mimi                     | saison 2           |
| Bas Van Weert          | Tanguy                   | saison 2           |

## Épisodes

### Aperçu des saisons
| Saison | Épisodes | Diffusion          | Diffusion        |
| Saison | Épisodes | Début de la saison | Fin de la saison |
| ------ | -------- | ------------------ | ---------------- |
| 1      | 13       | 13 janvier 2019    | 7 avril 2019     |
| 2      | 13       | 12 janvier 2020    | 5 avril 2020     |
| 3      | 13       | janvier 2022       | avril 2022       |
| 4      | 13       | 11 janvier 2023    | 5 avril 2023     |

### Saison 1 (2019)
Attention, les résumés ci-dessous contiennent des informations sur le déroulement de l'histoire.
| Numéro | Titre original   | Titre français    | Date de diffusion |
| --- | ---------------- | ----------------- | ----------------- |
| 1 | "#NewLife"       | "#rentrée"        | 13 janvier 2019   |
| Caro cherche son chemin dans une nouvelle ville et une nouvelle école. Elle fait connaissance avec Yemi qui va la guider avec plaisir dans l'école. Entre-temps, Peter cherche un nouveau travail. |                  |                   |                   |
| 2 | "#Friends"       | "#amitié"         | 20 janvier 2019   |
| Caro accepte la demande d'amitié d'un certain Ruben. Mais qui est-il et peut-elle lui faire confiance? Pendant que Camille rend la vie difficile à Caro, Yemi et Kyona découvrent que la mère de celle-ci a un cancer.                                                                                                 |                  |                   |                   |
| 3 | "#Paparazzi"     | "#plouf"          | 27 janvier 2019   |
| Le nouvel entraineur des diables rouges, Olivier Dubois, visite l'école. Résultat, tout le monde est nerveux, surtout Mr Wolfs, le directeur. Caro a le sentiment que son titulaire, Mr Botty, a des choses à cacher.                                                                                                  |                  |                   |                   |
| 4 | "#DoubleTrouble" | "#vérité"         | 3 février 2019    |
| Le nouvel emploi de Peter n'est pas comme il avait espéré. Camille est en colère quand elle voit une photo de Vince et Caro. Personne ne peut s'interposer entre elle et Vince. |                  |                   |                   |
| 5 | "#QualityTime"   | "#orage"          | 10 février 2019   |
| Caro soupçonne que Ruben n'est autre que Mr Botty, ce qui engendre des moments gênants et des malentendus. Tout est redevenu comme avant entre Vince et Camille mais sa jalousie prend toujours le dessus. |                  |                   |                   |
| 6 | "#Auditions"     | "#auditions"      | 17 février 2019   |
| Une mystérieuse personne espionne Camille. Entre-temps, toute la classe essaye de décrocher un rôle dans la pièce de théâtre de Mr Botty. La jalousie de Camille atteint son point culminant. |                  |                   |                   |
| 7 | "#Drama"         | "#drama"          | 24 février 2019   |
| Jalousie, disputes, romantisme et énormément de drama rythment la préparation de la pièce de théâtre. Caro et Vince se donnent rendez-vous pour étudier leur texte mais tout le monde ne voit pas ça d'un très bon œil.                                                                                                |                  |                   |                   |
| 8 | "#CurtainCall"   | "#curtaincall"    | 3 mars 2019       |
| La tension est palpable car, après toutes ses répétitions, le jour de la présentation de la pièce de théâtre est enfin arrivé. Les parents de Vince apportent du drama en plus à l'école. D'autres parents ne viennent pas voir leur enfant. Et la soirée se termine sur une touche de tristesse.                      |                  |                   |                   |
| 9 | "#Goodbye"       | "#goodbye"        | 10 mars 2019      |
| Tout le monde se fait du souci pour Caro. Ses amis font tout pour être près d'elle en cette période difficile. Comme les amis de la famille Timmers habitent trop loin, peu de personnes se rendront à l'enterrement de Kristel. Pourtant, à l'entrée de l'église, Caro est surprise de voir que celle-ci est remplie. |                  |                   |                   |
| 10 | "#QueenBee"      | "#réconciliation" | 17 mars 2019      |
| Camille met tout en œuvre pour charmer tout le monde. Mais qu'a-t-elle derrière la tête ? Et qui est cette personne qui lui envoie des messages anonymes? Entre temps, Caro reprend contact avec Ruben et essaye de découvrir sa vraie identité.                                                                       |                  |                   |                   |
| 11 | "#Future"        | "#invitation"     | 24 mars 2019      |
| Camille essaye de découvrir qui est derrière le personnage d'anonyme. Entre-temps, à l'école,tout se prépare pour le bal de fin d'année. Mais plusieurs étudiants ont décidé de ne pas y aller. |                  |                   |                   |
| 12 | "#PromNight"     | "#aveu"           | 31 mars 2019      |
| C'est la soirée du bal. Caro va-t-elle enfin découvrir qui est Ruben? Qui vont être élus roi et reine du bal? Et quel est le vrai visage de Kyona? |                  |                   |                   |
| 13 | "#TheEnd"        | "#fin"            | 7 avril 2019      |
| C'est le dernier jour d'une année scolaire très mouvementée. Après tout ce qui s'est passé au bal, la vie des élèves de « 'tSAS » ne sera plus jamais pareille. Caro et Peter ont pris une décision difficile. |                  |                   |                   |

### Saison 2 (2020)
Attention, les résumés ci-dessous contiennent des informations sur le déroulement de l'histoire.
| Numéro | Titre original    | Titre français   | Date de diffusion |
| --- | ----------------- | ---------------- | ----------------- |
| 14 (2-01) | "#NewBeginning"   | "#nouveaudépart" | 12 janvier 2020   |
| Caro habite de nouveau dans les Ardennes avec son père mais ses amis lui manquent énormément. Vince essaie de tourner la page. Entre-temps, Yemi, à qui Kyona manque, fait connaissance avec Maria et Scott pause rapidement des problèmes.                                             |                   |                  |                   |
| 15 (2-02) | "#BackHome"       | "#retrouvailles" | 19 janvier 2020   |
| Caro revient vivre chez Titin qui est très contente de la revoir. Yemi est aussi content que sa meilleure amie soit de retour. Caro s'est rendu compte que son avenir est à Anvers. Les messages de Kristel sont évidemment une motivation supplémentaire à son retour.                 |                   |                  |                   |
| 16 (2-03) | "#Awkward"        | "#gênant"        | 26 janvier 2020   |
| Caro réussit à s'inscrire à l'école avec l'aide de Scott. Cependant, elle n'a pas envie de croiser Vince. Entre-temps, Camille essaye de convaincre ses anciennes amies de ses bonnes intentions.                                                                                       |                   |                  |                   |
| 17 (2-04) | "#Rivalry"        | "#rivalité"      | 2 février 2020    |
| A l'école, les disputes sont inévitables entre Caro et Vince et l'intervention de Scott ne les aident pas. Pendant ce temps, Philippe se pose des questions sur l'étrange comportement d'Olivier.                                                                                       |                   |                  |                   |
| 18 (2-05) | "#TheTruth"       | "#liens"         | 9 février 2020    |
| Un nouveau message de Kristel apporte beaucoup d'émotions à Caro. Pendant ce temps, Nona et Camille essayent de découvrir qui est la personne qui suit Camille le soir. De plus, il semble que Titin a des choses à cacher.                                                             |                   |                  |                   |
| 19 (2-06) | "#DigitalDetox"   | "#detox"         | 16 février 2020   |
| Le voyage scolaire apporte beaucoup d'émotions aux étudiants du SAS. Après encore une dispute, Caro décide de mettre les choses au point avec sa classe. Elle en a marre de toutes ces conflits. Son retour à Anvers était-il vraiment une bonne idée?                                  |                   |                  |                   |
| 20 (2-07) | "#TheProposal"    | "#lademande"     | 23 février 2020   |
| Tout va mieux entre Caro et Vince mais ils ne sont pas près à redevenir plus que des amis. Pendant ce temps, Olivier planifie quelque chose que Philippe ignore. Camille ne sait pas ce qu'elle attend de Free.                                                                         |                   |                  |                   |
| 21 (2-08) | "#TheHardGoodbye" | "#lâcherprise"   | 1 mars 2020       |
| Caro et Maria ne supporte plus que leur ami soit triste à cause de sa relation avec Kyona. Elles forcent Kyona à se montrer et à faire un choix. Va-t-elle choisir Yemi ou va-t-elle le libérer?                                                                                        |                   |                  |                   |
| 22 (2-09) | "#Day@thebeach"   | "#plage"         | 8 mars 2020       |
| Caro reçoit un nouveau message de sa mère qui lui dit de faire quelque chose d'interdit. Elle sèche les cours et part une journée avec Scott à la mer. Pendant ce temps, Saskia est occupée avec des projets pour le mariage.                                                           |                   |                  |                   |
| 23 (2-10) | "#Crash"          | "#accident"      | 15 mars 2020      |
| Vince est blessé quand il entend parler du baiser entre Caro et Scott. Entre-temps, Free prend une décision difficile. Philippe et Olivier se disputent de plus en plus et Saskia ne rend pas la communication entre-eux plus facile.                                                   |                   |                  |                   |
| 24 (2-11) | "#JustFriends"    | "#friendzone"    | 22 mars 2020      |
| Caro est déçue car elle ne reçoit pas d'invitation pour le mariage des parents de Vince. Tout part en fait d'un malentendu que Vince s'efforce de résoudre. Pendant ce temps, la tension entre Olivier et Philippe est au plus haut.                                                    |                   |                  |                   |
| 25 (2-12) | "#Bridezilla"     | "#dresscode"     | 29 mars 2020      |
| Les camarades de classes de Vince ne sont pas satisfaits des règles de Saskia concernant le mariage. Olivier aussi trouve tout cela ridicule. Pendant ce temps, Vince essaye de garder la tête froide.                                                                                  |                   |                  |                   |
| 26 (2-13) | "TheWedding"      | "#cérémonie"     | 5 avril 2020      |
| Après un départ difficile, le mariage d'Olivier et Philippe a quand même lieu. Tous les amis aident à le maintenir sur la bonne voie. Caro découvre enfin qui se cache derrière les messages de Kristel. Une fête est réussie et se termine par beaucoup d'amour et de feux d'artifice. |                   |                  |                   |

## Musique
Un des principaux facteurs de réussite de la série sont les anciens classiques en français et néerlandais rechantés par les acteurs dans une version plus contemporaine. Les musiques utilisées sont des chansons nostalgiques ayant marquées les générations. 
Toutes les chansons peuvent être retrouvées sur les plateformes de streaming en ligne, comme Apple Music et Spotify. Un CD de chaque saison est également disponible. 
En outre, trois autres singles ont également été chantés: "#LikeMe", qui sert de générique à la série, et "Vlaanderen m'n land" (La Flandre, mon pays) de Will Tura, qui a été utilisé comme chanson officiel pour la Fête de la Communauté flamande et "Laat ons een bloem" (Laissez-nous une fleur) de Louis Neefs, réalisé pendant la crise de coronavirus en Belgique.

## Concerts
Le 7 avril 2019, les acteurs se sont produits en concert au Lotto Arena d'Anvers. C'était le premier concert des cinq personnages principaux: Caro, Camille, Vince, Yemi et Kyona. Le premier concert fut complet en un minimum de temps. Un deuxième concert a donc été prévu, lui aussi très rapidement complet. Pendant le concert, les acteurs ont chanté des chansons telles que Porselein (Porcelaine) de Yasmine et Ik wil je (Je te veux) de De Kreuners. Hugo Sigal et Janine Bischops ont également chantés leur chanson respective dans la série. A la fin du concert, Charlotte Leysen, une présentatrice de Ketnet, a surpris les jeunes acteurs en leur annonçant que leur avait été vendu 10000 fois et en leur remettant un disque d'or. 
Pendant une prestation à Plopsaland, à La Panne, les acteurs ont été surpris par un disque de platine. Ketnet leur a aussi annoncé le retour de #LikeMe en concert en 2020. À cause du grand succès de la série, 12 concerts ont été annoncés en avril et mai 2020 au Lotto Arena d'Anvers. Mais en raison de la crise du coronavirus en Belgique, il a été décidé de déplacer les concerts le 5 et 6 septembre 2020. A la place de 12 concerts au Lotto Arena, les acteurs se produiront 4 fois au Palais des Sports d'Anvers. 

## Produits dérivés

### Livres
1. #LikeMe,het verhaal van Caro (l'histoire de Caro)
2. #LikeMe,het verhaal van Kyona (l'histoire de Kyona)
3. #LikeMe,het verhaal van Vince (l'histoire de Vince)
4. #LikeMe, het verhaal van Yemi (l'histoire de Yemi)
5. #LikeMe,het verhaal van Camille (l'histoire de Camille)
6. #LikeMe, het grote fanboek (le grand livre des fans)
7. #LikeMe, het verhaal van Merel (l'histoire de Merel)
8. #LikeMe, het verhaal van Caro 2 (l'histoire de Caro 2)

### CD
1. #LikeMe, CD avec toutes les chansons de la saison 1, remporte un disque de platine
2. #LikeMe, CD avec toutes les chansons de la saison 2, remporte un disque d'or

### DVD
1. #LikeMe Saison 1, DVD avec tous les épisodes de la saison 1, avec sing #LikeMe, dance #LikeMe et le making of #LikeMe
2. #LikeMe Saison 2, DVD avec tous les épisodes de la saison 2, avec sing #LikeMe, dance #LikeMe, vlog #LikeMe et #LikeMe en concert 2019

## Discographie
Dès sa mise en vente, l'album de la première saison de #LikeMe est passé à la première place dans le Top 100 de vente d'album selon Ultratop. Selon les listes annuelles d'Ultratop, il s'agissait de l'album le plus vendu de 2019 en Flandre. Peu de temps après sa mise en vente, l'album de la seconde saison a, lui-aussi, atteint la première place dans le Top 100 d'Ultratop. 

### Albums
| Album avec entrée dans l'Ultratop 200 albums Flamand | Date de sortie | Date d'entrée dans l'Ultratop | Position la plus haute | nombre de semaines dans le classement | Remarque          |
| ---------------------------------------------------- | -------------- | ----------------------------- | ---------------------- | ------------------------------------- | ----------------- |
| #LikeMe saison 1                                     | 15 mars 2019   | 23 mars 2019                  | 1 (5 semaines)         | 62                                    | disque de platine |
| #LikeMe saison 2                                     | 13 mars 2020   | 21 mars 2020                  | 1 (7 semaines)         | 10                                    | disque d'or       |

### Singles
| Single avec entrée dans l'Ultratop 50 Flamand | Date de sortie | Date D'entrée   | Position la plus haute | Nombre de semaines | Remarque                         |
| --------------------------------------------- | -------------- | --------------- | ---------------------- | ------------------ | -------------------------------- |
| Allemaal (Tous)                               | 2019           | 2 mars 2019     | 11                     | 10                 | numéro 13 dans le Radio 2 Top 30 |
| Porselein (Porcelaine)                        | 2019           | 23 mars 2019    | 36                     | 6                  |                                  |
| Het is over (C'est terminé)                   | 2019           | 30 mars 2019    | 43                     | 3                  |                                  |
| Vlaanderen, m'n land (La Flandre, mon pays)   | 2019           | 13 juillet 2019 | 2                      | 17                 |                                  |
| Goeiemorgen, morgen (Bonjour matin)           | 2020           | 2 février 2020  | 18                     | 6                  |                                  |
| Soldiers of love (Soldats d'amour)            | 2020           | 2 février 2020  | 7                      | 8                  |                                  |
| Zie ze doen (Regarde la faire)                | 2020           | 2 mars 2020     | 12                     | 4                  |                                  |

### Prix et nominations
| Année | Prix                                                                              | Catégorie                        | Nomination                                 | Résultat |
| ----- | --------------------------------------------------------------------------------- | -------------------------------- | ------------------------------------------ | -------- |
| 2019  | Hit de l'été de Radio 2                                                           | Meilleure percée                 | -                                          | Nommé    |
| 2019  | Hit de l'été de Radio 2                                                           | Meilleur groupe                  | -                                          | Gagné    |
| 2019  | Hit de l'été de Radio 2                                                           | Hit de l'été 2019                | Vlaanderen m'n land (La Flandre, mon pays) | Nommé    |
| 2019  | Story Showbizz Awards                                                             | Découverte de l'année            | -                                          | Gagné    |
| 2019  | Story Showbizz Awards                                                             | Meilleure actrice                | Pommelien Thijs                            | Nommé    |
| 2019  | Story Showbizz Awards                                                             | Meilleure chanteuse              | Pommelien Thijs                            | Nommée   |
| 2019  | Story Showbizz Awards                                                             | Programme télé préféré           | -                                          | Nommé    |
| 2019  | éloge pour la musique de divertissement flamande (MENT TV)                        | découverte de l'année            | -                                          | Gagné    |
| 2019  | Gala de K d'oré (prix de ketnet la chaine de diffusion prinsipale neerlandophone) | série Ketnet de l'année          | -                                          | Gagné    |
| 2019  | Gala de K d'oré (prix de ketnet la chaine de diffusion prinsipale neerlandophone) | acteur/actrice Ketnet de l'année | Pommelien Thijs                            | Gagné    |
| 2019  | Gala de K d'oré (prix de ketnet la chaine de diffusion prinsipale neerlandophone) | Fille cool de l'année            | Pommelien Thijs                            | Gagné    |
| 2019  | Gala de K d'oré (prix de ketnet la chaine de diffusion prinsipale neerlandophone) | acteur/actrice Ketnet de l'année | Maksim Stojanac                            | Nommé    |
| 2019  | Gala de K d'oré (prix de ketnet la chaine de diffusion prinsipale neerlandophone) | Gars cool de l'année             | Maksim Stojanac                            | Gagné    |
| 2019  | Gala de K d'oré (prix de ketnet la chaine de diffusion prinsipale neerlandophone) | Groupe de l'année                | -                                          | Gagné    |

## Anecdotes
- Depuis le 10 mars 2020, la première saison de #LikeMe est disponible sur la plateforme néerlandaise de streaming en ligne Videoland.